# قره‌داش (تووز)
قره‌داش (به لاتین: Qaradaş) یک منطقه مسکونی در جمهوری آذربایجان است که در شهرستان تووز واقع شده است. قره‌داش ۷۳۰ نفر جمعیت دارد.